# Cyrtauchenius castaneiceps
Cyrtauchenius castaneiceps là một loài nhện trong họ Cyrtaucheniidae. Loài này phân bố ờ Algerije.